# Rodrigo Rivero Lake

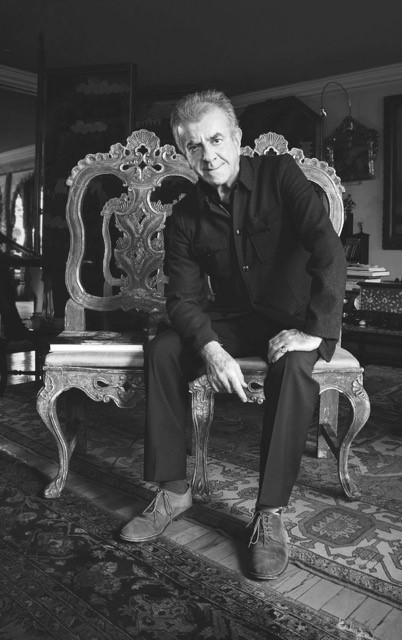

Ricardo Rodrigo Alonso Rafael Rivero Lake (Ciudad de México), conocido como Rodrigo Rivero Lake, es un abogado,
anticuario y coleccionista mexicano, protector de obras artísticas y antigüedades, interesado en obras provenientes de China, de Indochina y del pasado artístico de México. Participa en diferentes asociaciones culturales, como patronatos de diferentes museos. Ha escrito, entre otras obras, La visión de un anticuario, publicado en 1997, y El arte Namban en el México virreinal, publicado en el 2005.

## Reseña biográfica
Rodrigo Rivero Lake nació en la Ciudad de México. Estudio la licenciatura de Derecho en la Universidad Nacional Autónoma de México. Se tituló con la tesis Legalización del aborto en México. Posteriormente, se adentró desde muy joven en el coleccionismo y la protección de las antigüedades. Realizó innumerables viajes por Indochina e India, donde compró arte budista y porcelana china de exportación. Posteriormente, se interesó en las influencias orientales en el arte de México, así como en las manifestaciones mexicanas en Asia. A partir de ese proyecto, publicó el libro "El arte Namban en el México virreinal" sobre las influencias orientales en el arte novohispano.[cita requerida]
Ha publicado diferentes artículos sobre el coleccionismo y el arte en México. Es el único anticuario mexicano que ha sido miembro de la Oriental Ceramic Society de Londres. Sus estudios sobre la porcelana china lo llevaron al comercio de arte y antigüedades, y llevó a su país piezas, entre las que destacan el par de tibores de la dinastía Qing, del periodo Yung Cheng, con el escudo del Capitán General de las Filipinas Fernando Valdez y Tamón, de la antigua colección Deutz de Denver, que pasaron luego a formar parte de la colección A. Conde, en la Ciudad de México.[cita requerida]

## Obras
- "El arte Namban en el México virreinal", Estiloméxico Editores, 2005.
- "La visión de un anticuario", Américo Arte Editores, 1997.
- "Apuntes, historias y anécdotas II", Américo Arte Editores, 2013.
- "Apuntes, historias y anécdotas", Américo Arte Editores, 2009.